# Mexikói vihuela
A mexikói vihuela, más írásmód szerint vigüela (kiejtése kb. „viguela”) kis, gitárszerű pengetős hangszer, a mexikói mariachi zenekarok fontos tagja. A vihuela eredetileg egy 16. századi, arisztokrata körökben használt hatkórusos spanyol gitárféle neve volt, a mexikói vihuela nem mutat vele szorosabb rokonságot. Népi hangszerként nyugat-Mexikóból terjedt el, és a 19. század során épült be a mariachi zenekarba. 
Öt – eredetileg bélből, napjainkban nejlonszálból készült – húrját körömmel vagy az ujjakra húzott pengetőkkel pengetik. Ritmikus akkordkíséretre használják, a dallamjáték nem jellemző rá. Hangolása az oktávhelyzettől eltekintve azonos a gitár magasabb öt húrjának hangolásával, de a húrokat végigpengetve hangmagasságuk nem folyamatosan emelkedő, ahogy a mai gitárnál megszokott, hanem a negyedik húrhoz érve lefelé ugrik, majd újra emelkedik. Ezt francia kifejezéssel rentrant hangolási módnak hívják, a barokk gitárra emlékeztet.
A mexikói vihuela méretei változatosak lehetnek. Teste szemből nézve kis gitárra hasonlít, de a háta nem lapos, hanem két erősen ívelt darabból van összerakva, melyek egymással a hossztengely mentén találkozva szöget zárnak be, sajátos, csónakra emlékeztető gerincet képezve. Teteje – a legtöbb húros hangszertől eltérően – nem fenyőféléből, hanem egy tacote nevű trópusi lombos faanyagból készül, aminek következtében hangkitartása csekély, ez „perkusszív”, ritmikus játékra teszi alkalmassá. Az oldalak, a hát, a nyak anyaga cedrela. Hagyományosan a hangszer fakulcsos, de napjainkban rendszerint húrgépekkel szerelik fel. A nyak arányaiban rövidebb a gitárhoz képest, fogólapja a tetővel egy síkban van, legtöbbször csak négy kötözött érintőt foglal magában. Húrlába egyszerű, a régi gitárokra, lantokra emlékeztető, csomózásos rendszerű.
A mariachi zenekarban betöltött szerepe hasonlít a magyar népi zenekarokban használt brácsáéhoz, feladata legtöbbször a „kontrázás”, vagyis a guitarrónhoz, a mariachi basszushangszeréhez adott hármashangzatok megszólaltatása, illetve a szünetek kitöltése ritmikai elemekkel.

## Külső hivatkozások
- A vihuela szólama – Mi Tierra Jalisciense (videó)
- A vihuela szólama – El Raton (videó)